# Summer Knights
Albums de Joey Badass
Rejex
(2012) B4.Da.$$
(2014)
Singles
1. Unorthodox
Sortie : 14 janvier 2013

Summer Knights est la troisième mixtape de Joey Badass, sortie le 1er juillet 2013.
À l'origine, Summer Knights devait être un EP en prélude à l'album studio à venir, B4.Da.$$, avant de devenir un LP.
L'opus a reçu de bonnes critiques de la presse spécialisée.

## Liste des titres
| No  | Titre                                                                                      | Contient un (des) sample(s) de                                               | Durée |
| --- | ------------------------------------------------------------------------------------------ | ---------------------------------------------------------------------------- | ----- |
| 1.  | Alowha (Produit par Kirk Knight)                                                           | Night Breeze de Ronnie Laws                                                  | 4:41  |
| 2.  | Hilary $wank (Produit par Lee Bannon)                                                      | Swank de Dwele featuring Monica Blaire                                       | 3:23  |
| 3.  | My Youth (featuring Collie Buddz – Produit par Chuck Strangers)                            |                                                                              | 4:20  |
| 4.  | Death of YOLO (featuring Smoke DZA – Produit par Bruce Leekix)                             |                                                                              | 4:24  |
| 5.  | Right on Time (Produit par Kirk Knight)                                                    | Beautiful de Tweet                                                           | 3:24  |
| 6.  | Sweet Dreams (Produit par Navie D)                                                         | Go Stetsa I de Stetsasonic                                                   | 3:42  |
| 7.  | 47 Goonz (featuring Dirty Sanchez and Nyck Caution)                                        | I'm His Wife (You're Just a Friend) d'Ann Sexton                             | 3:06  |
| 8.  | Word is Bond (Produit par Statik Selektah)                                                 | Deadly Combination de Big L featuring 2Pac                                   | 3:20  |
| 9.  | Sit N Prey (featuring T'nah Apex et Dessy Hinds – Produit par Navie D)                     |                                                                              | 4:40  |
| 10. | Trap Door (Produit par The Alchemist)                                                      |                                                                              | 2:52  |
| 11. | Satellite (featuring Chuck Strangers, Kirk Knight et Dessy Hinds – Produit par Lee Bannon) | Think (About It) de Lyn Collins Pass the Courvoisier Part II de Busta Rhymes | 5:04  |
| 12. | 95 til' Infinity (Produit par Lee Bannon)                                                  | Ancient Source de Caldera                                                    | 4:27  |
| 13. | Amethyst Rockstar (featuring Kirk Knight – Produit par MF DOOM)                            | Amethyst Rocks de Saul Williams                                              | 3:55  |
| 14. | Reign (Produit par Chuck Strangers)                                                        |                                                                              | 4:49  |
| 15. | Sorry Bonita (featuring Pro Era – Produit par Oddisee)                                     | Go Stetsa I de Stetsasonic                                                   | 5:48  |
| 16. | LongLiveSteelo (Produit par Kirk Knight)                                                   |                                                                              | 2:51  |
| 17. | Unorthodox (Produit par DJ Premier)                                                        |                                                                              | 3:37  |